# Pierre Jean-Baptiste Lacoste de Fontenille
Pour les articles homonymes, voir Lacoste.
Pierre Jean Baptiste Lacoste de Fontenille, né le 29 septembre 1761 à Soucirac (Lot), mort le 23 août 1816 à Cressensac (Lot), est un général de brigade de la Révolution française.

## États de service
Il entre en service le 15 mai 1777, comme cadet gentilhomme dans le régiment de Vermandois, il passe sous-lieutenant le 22 mars 1779, lieutenant le 27 septembre 1789 et capitaine le 23 mars 1792. Le 1er avril 1792, il devient adjudant-major à l’armée des Alpes et aide de camp du général Servan. Il est nommé adjudant-général chef de brigade le 2 juin 1792, à Fort Barraux, et colonel le 3 septembre 1792.
Affecté à l’armée des Pyrénées le 31 mars 1793, il commande l’avant-garde de la brigade du général Sahuguet lors de la traversée du val d’Aran. Le 6 mai 1793, il rejoint l’armée des Pyrénées occidentales, et le 20 mai, il est employé comme chef d’état-major provisoire du général Dubouquet. Le 4 janvier 1794, il est relevé de ses fonctions en raison de son origine aristocratique.
Réintégré dans l’armée, il est promu général de brigade le 13 juin 1795, et il est affecté à l’armée des Pyrénées-Occidentales. Il est mis en congé de réforme et admis à la retraite le 13 mars 1801.
Il meurt le 23 août 1816 à Cressensac.

## Sources
- (en) « Generals Who Served in the French Army during the Period 1789 - 1814: Eberle to Exelmans »
- Thierry Pouliquen, « Les généraux français et étrangers ayant servis [sic] dans la Grande Armée » (consulté le 18 février 2014)
- Étienne Charavay, Correspondance général de Carnot, tome 1, imprimerie Nationale, 1893.
- (pl) « Napoléon.org.pl »